# Guadalupe (nombre)
Guadalupe es un nombre propio ambiguo (de hombre y mujer) de origen árabe en su variante en español. Proviene de وادي اللب Wad-al-Lubb, «río oculto», aunque también se considera وَادِي ال (wādī l-, “valle del”) + Latin lupum (lobo), nombre con que se asigna el río Guadalupe, que surge en Sierra de las Villuercas en Extremadura en España, y que desemboca en el río Guadiana.
El río Guadalupe nombra al Real Monasterio de Santa María de Guadalupe, construido en el siglo XII, y según cuenta el monje Diego de Écija, fue erigido como una capilla o eremitorio a raíz del descubrimiento de una estatuilla de María (madre de Jesús), y de la que según afirmaron, habría sido enterrada por los cristianos durante la ocupación árabe en el territorio conocido como Al-Ándalus. El rey Alfonso XI de Castilla visitó más de una vez la capilla, e invocó la ayuda de la "Santa María de Guadalupe" durante la Batalla del Salado contra Abu al-Hasan ben Uthmán y Yusuf I de Granada, una de las batallas más importantes de la última fase del periodo de Reconquista. Al resultar vencedor, el monarca declaró la capilla de Guadalupe como un santuario real y la reconstruyó y expandió. Fue en este monasterio donde los Reyes Católicos recibieron a Cristóbal Colón en 1486 y 1489, e inclusive en 1493, después de haber encontrado tierras americanas por primera vez, Colón vino al monasterio en cumplimiento a una promesa escrita en su diario de viaje, a agradecer a la Santa María de Guadalupe el haber descubierto ese nuevo mundo. El 29 de julio de 1496 se bautizaron los varios indígenas que fueron trasladados a Europa en concepto de criados. Así, la Virgen de Guadalupe de Extremadura se convirtió en el símbolo de la evangelización y conquista del Nuevo Mundo, y se mantuvo en el imaginario de los conquistadores y evangelizadores durante las primeras fases de conquista.
Sus diminutivos son Lupe, Lupi, Lupita, Pita, Lupesita, Guada y Lupillo. 

## Santoral
8 de septiembre: Día de Extremadura
12 de octubre:  Cada 12 de octubre (“Día de la Hispanidad”), desde 1928, se celebra la Coronación Canónica de la Virgen de Guadalupe como “Hispaniarum Regina” (“Reina de la Hispanidad”), cuyo acto se conmemora con una solemne misa desde el Real Monasterio de Santa María de Guadalupe (Extremadura, España).
12 de diciembre: Nuestra Señora de Guadalupe (México).